# Чукадитамак
Чукадитама́к (рос. Чукадытамак, башк. Соҡаҙытамаҡ) — село у складі Туймазинського району Башкортостану, Росія. Входить до складу Карамали-Губеєвської сільської ради.
Населення — 398 осіб (2010; 351 у 2002).
Національний склад:
- башкири — 90 %